# Money, Power, Murder.
Pour plus de détails, voir Fiche technique et Distribution.
Money, Power, Murder. est un téléfilm américain réalisé par Lee Philips, est diffusé sur CBS le 10 décembre 1989.

## Fiche technique
- Titre original : Money, Power, Murder.
- Réalisation : Lee Philips
- Scénario : Mike Lupica, d'après sa nouvelle Dead Air
- Direction artistique : Cabot McMullen
- Décors : Tom H. John
- Costumes : John Glaser
- Photographie : Richard C. Kratina
- Montage : Ann Millgate
- Musique : Miles Goodman
- Production : Vanessa Greene
  - Production déléguée : Susan Dobson
- Société(s) de production : CBS Entertainment Production, SKids Productions
- Société(s) de distribution :  CBS
- Pays d'origine : États-Unis
- Année : 1989
- Langue originale : anglais
- Format : couleur – 35 mm – 1,33:1 – stéréo
- Genre : mystère
- Durée : 96 minutes
- Dates de sortie : 
  -  États-Unis : 10 décembre 1989

## Distribution
- Kevin Dobson : Peter Finley
- Blythe Danner : Jeannie
- Josef Sommer : Jack Finley
- John Cullum : Rév. Endicott
- Paul McCrane : Billy Lynn
- Wayne Tippit : Dunphy
- Dion Anderson : Sam Cummings
- Julianne Moore : Peggy Lynn Brady
- Peter Bergman : Brant
- Peter Maloney : Charlie
- Casey Sander : Marty
- Tony Shalhoub : Seth Parker
- Russ Anderson : David
- Rocky Carroll : Dwan
- Alice Drummond : Helen